# Marcelo Gallardo
Pour les articles homonymes, voir Gallardo.
Marcelo Daniel Gallardo, né le 18 janvier 1976 à Merlo (Argentine), est un footballeur international argentin, reconverti comme entraîneur.
Gallardo fait ses débuts dans la Primera División argentine avec River Plate à l'âge de 17 ans en 1993. Après une période de six ans au cours de laquelle il remporte cinq championnats, la Copa Libertadores 1996 et la Supercopa Libertadores 1997, il est transféré à l'AS Monaco FC. Sur le Rocher, il devient champion de France lors de la saison 1999-2000 et est nommé footballeur de l'année. En parallèle, celui qui est surnommé « El Muñeco » représente l'Argentine entraîné par Marcelo Bielsa lors de deux Coupes du Monde (en 1998 et en 2002), bien que ses performances aient été affectées par des blessures.
Au cours de sa carrière de joueur, Gallardo évolue comme milieu de terrain offensif et meneur de jeu. Il est considéré pour sa vision, sa technique, sa classe, ses dribbles et surtout ses passes transperçant les défenses.
Après avoir dominé la saison uruguayenne en 2010-2011 avec le Nacional de Montevideo, Gallardo prend sa retraite en tant que joueur pour entraîner l'équipe. Il aide le Nacional de Montevideo à défendre son championnat la saison suivante avant d'être transféré à River Plate. Sous sa houlette, River Plate remporte des championnats locaux et revient sur la scène internationale, alos qu'ils n'avaient remporté aucun tournoi de 1997 à 2014. Avec le plus grand nombre de victoires en tournois internationaux de l'histoire de l'équipe, il est l'entraîneur le plus titré de River Plate à ce jour.

## Biographie

### Enfance et formation
Jusqu'à ses huit ans, Marcelo Daniel Gallardo n'est pas intéressé par le football. Cette indifférence au pays de Diego Maradona ne dure pas. Très vite comme tous les enfants des quartiers populaires, le ballon devient une nécessité, seul moyen d'accès vers un monde meilleur. Dès l'année suivante, sur un rectangle de sable abîmé, le jeune joueur anime le jeu du « 11 collegiales » dans le championnat du barrio (quartier) du Parque San Martin. En rouge et bleu, Marcelo étale sa déconcertante facilité gestuelle sous le maillot-relique du CA San Lorenzo, cadeau de son père fan de cet autre club de Buenos Aires.

### Carrière de joueur

#### Carrière en club

##### River Plate (1993-1999)
Plus tard, conseillé par des amis de la famille et accompagné par son père, Marcelo se présente aux détections organisées par l'école de football d'Oscar Más, reconverti responsable du recrutement des futures étoiles de River Plate. Ce soir de novembre, une trentaine d'enfants répondent présents. Durant le match, Marcelo est esseulé et oublié par ses coéquipiers, réclame de changer d'équipe et dix minutes plus tard signe sa première licence.
La vie de Marcelo Gallardo prend alors des allures d'adulte : train jusqu'à Liniers, microbus no 28 jusqu'à River, entraînement simple deux fois par semaine et double trois fois, déjeuner à l'Académie, sieste d'une demi-heure dans un fauteuil. Il ne vit plus que pour le football pendant que ses amis ont hâte d'être à samedi pour sortir la nuit tombée. L'ascète goûte vite aux fruits de ses sacrifices. Le meneur de jeu des équipes jeunes de River et de la sélection nationale cadette, troisième du Mondial italien de 1991, croise le chemin de Daniel Passarella, responsable technique de l'équipe première.
En janvier 1993 à Mar Chiquita, Gallardo pose son sac dans le vestiaires de l'équipe première lors de la tournée d'avant-saison. Deux mois plus tard, il débute en Division 1 contre Newell's Old Boys et devient « El Muñeco » (« la Poupée ») grâce aux mots caricaturaux de son partenaire Hernán Díaz. Affichant vingt match de D1, il succède à Diego Maradona sous le numéro 10 de la Seleccion à nouveau grâce à Daniel Passarella. L'insouciant impose son style, cocktail d'intelligence, d'improvisation, de gestion de temps, de précision et de passes tranchantes. Assisté d'Ariel Ortega, Hernán Crespo, Enzo Francescoli et Marcelo Salas, il fait main basse sur presque tous les trophées nationaux (six) et continentaux (deux) existants. Revenu à son meilleur niveau après une année 1996 gênée par des problèmes physiques, son succès international est programmé à l'occasion de la Coupe du monde 1998 en France. Malheureusement, un mois avant le début de l'épreuve, une blessure à la cuisse le confine au rôle de doublure. Marcelo s'en retourne dans son pays et traîne sa peine de salle de soins en cabinet de rééducation durant près d'un an, remplacé par Pablo Aimar et Javier Saviola en championnat et doublé par Juan Román Riquelme en sélection lors de la Copa America au Paraguay. Pourtant, River Plate surendetté doit vendre à un bon prix le plus gros salaire de son groupe. Les Italiens, Espagnols ou Anglais ne se bousculent pas.

##### AS Monaco FC (1999-2003)
Déterminé et motivé, l'AS Monaco décroche le marché pour 55 MF. Adaptation et motivation extrême, Marcelo Gallardo déborde de génie dès son arrivée et donne chaque semaine des récitals. En 1999, il rejoint l'AS Monaco où il montre sa technique de balle, très talentueuse et au comportement imprévisible. Dès sa première année, Gallardo est champion de France avec Monaco et est élu meilleur joueur de Première Division. Le 7 avril 2000, Marcelo Gallardo est agressé dans les couloirs du stade Vélodrome par Christophe Galtier, alors membre du staff marseillais. Le peu de soutien de la part des dirigeants monégasques envers leur meneur de jeu déçoit l'Argentin.
Le 4 août 2003, à la suite de tensions avec Didier Deschamps (alors entraîneur de l'AS Monaco) il quitte Monaco pour rejoindre son club formateur, le CA River Plate. Auparavant, l'OM avait tenté de le recruter, mais l'AS Monaco s'était opposé à son départ chez un concurrent direct aux premières places de la Ligue 1.

##### River Plate (2003-2006)
Gallardo n'est pas retenu pour participer à la Coupe du monde 2006 en Allemagne. Les médias argentins lui reprochent en effet pendant plusieurs mois son embonpoint.

##### Paris Saint-Germain (2007-2008)
Laissé libre par le CA River Plate, Marcelo Gallardo signe le 1er janvier 2007, un contrat de deux ans et demi avec le Paris Saint-Germain. Le 10 février 2007, il inscrit son premier but sous ses nouvelles couleurs, contre l'AS Monaco sur coup franc.

##### D.C. United (2008)
D'un commun accord, l'Argentin et le PSG se séparent le 24 janvier 2008, le laissant libre de tout engagement. Le meneur de jeu argentin décide de rejoindre le club de MLS, le D.C. United, ancien club de Freddy Adu.

##### River Plate (2008-2010)
Pendant le mercato hivernal 2009, il rompt son contrat avec D.C. United et retourne dans le club de ses débuts, le Club Atlético River Plate.

##### Nacional Montevideo (2010-2011)
Après une saison en Argentine, il signe en faveur du club uruguayen du Club Nacional. Après une saison en demi-teinte (blessure au genou qui l'a éloigné des terrains durant cinq mois) qui voit son club terminer champion, il annonce qu'il met un terme à sa carrière en juin 2011.

#### Carrière internationale

##### Équipe d'Argentine
Gallardo joue son premier match avec l'équipe nationale argentine face au Chili (victoire 0-3) à l'âge de dix-sept ans. Il est appelé par Daniel Passarella pour participer aux Jeux panaméricains de 1995 et aux Jeux olympiques de 1996. En 1998, il est convoqué par Marcelo Bielsa avec qui il participe aux Coupes du monde en France en 1998 et Corée-Japon en 2002, bien qu'il soit arrivé blessé au début des deux tournois. Lors de la Coupe du monde en France, il a pu participer aux victoires de l'Argentine contre la Jamaïque, la Croatie et l'Angleterre aux tirs au but. Marcelo Gallardo compte 44 sélections pour 13 buts inscrits entre 1994 et 2003.

### Carrière d'entraîneur

#### Nacional Montevideo (2011-2012)
Le 30 juin 2011, il est nommé entraîneur du club uruguayen de Nacional Montevideo. Après seulement une année en tant qu'entraîneur, il remporte le championnat et décide de quitter le club pour se ressourcer.

#### River Plate (2014-2022)
Le 7 juin 2014, Enzo Francescoli, directeur sportif de River Plate, le nomme entraîneur de l'équipe première pour succéder à Ramon Diaz,. Après seulement six mois passés à la tête de River Plate, Marcelo Gallardo remporte la Copa Sudamericana, une première après 17 ans de disette. Il remporte l'année suivante, la Copa Libertadores. En 2015, il déclare que Bielsa fait partie des entraîneurs qui ont entretenu cet amour du jeu en lui.

« Je cherche également à asphyxier mes adversaires, à ce que mon bloc équipe aille chercher très haut l’équipe adverse. Et lorsqu’on récupère le ballon, il faut aller vite vers l’avant. »

— Marcelo Gallardo, à propos de sa philosophie de jeu.
En 2018, il remporte à nouveau la Copa Libertadores face à Boca Juniors. En 2021, il remporte le championnat d'Argentine avec son équipe, qu'il décide de quitter fin 2022 au terme de son contrat.

#### Al-Ittihad Club (2023-2024)
En novembre 2023, Marcelo Gallardo s'engage avec l'Al-Ittihad Club avec un contrat portant jusqu'en juin 2025, pouvant être ensuite étendu jusqu'en 2027. Il est démis de ses fonctions en juillet 2024.

## Statistiques
| Année | Sélections | Buts |
| ----- | ---------- | ---- |
| 1994  | 2          | 0    |
| 1995  | 11         | 5    |
| 1997  | 8          | 5    |
| 1998  | 9          | 0    |
| 1999  | 4          | 0    |
| 2000  | 2          | 1    |
| 2001  | 5          | 2    |
| 2002  | 1          | 0    |
| 2003  | 2          | 0    |
| Total | 44         | 13   |

| Saison                | Club                  | Championnat           | Championnat | Championnat | Coupe(s) nationale(s) | Coupe(s) nationale(s) | Compétition(s) continentale(s) | Compétition(s) continentale(s) | Compétition(s) continentale(s) | Total | Total |
| Saison                | Club                  | Division              | M.          | B.          | M.                    | B.                    | Comp.                          | M.                             | B.                             | M.    | B.    |
| 1992-1993             | River Plate           | PD                    | 4           | 0           | -                     | -                     | -                              | 0                              | 0                              | 4     | 0     |
| 1993-1994             | River Plate           | PD                    | 4           | 0           | -                     | -                     | -                              | 0                              | 0                              | 4     | 0     |
| 1994-1995             | River Plate           | PD                    | 23          | 3           | -                     | -                     | -                              | 11                             | 5                              | 34    | 8     |
| 1995-1996             | River Plate           | PD                    | 21          | 5           | -                     | -                     | -                              | 2                              | 0                              | 23    | 5     |
| 1996-1997             | River Plate           | PD                    | 24          | 4           | -                     | -                     | -                              | 4                              | 3                              | 28    | 7     |
| 1997-1998             | River Plate           | PD                    | 19          | 5           | -                     | -                     | -                              | 13                             | 2                              | 32    | 7     |
| 1998-1999             | River Plate           | PD                    | 14          | 1           | -                     | -                     | -                              | 2                              | 1                              | 16    | 2     |
| 1999-2000             | AS Monaco FC          | D1                    | 28          | 8           | 1                     | 0                     | C3                             | 7                              | 0                              | 36    | 8     |
| 2000-2001             | AS Monaco FC          | D1                    | 26          | 6           | 5                     | 2                     | C1                             | 3                              | 0                              | 34    | 8     |
| 2001-2002             | AS Monaco FC          | D1                    | 22          | 3           | 5                     | 2                     | -                              | -                              | -                              | 27    | 5     |
| 2002-2003             | AS Monaco FC          | L1                    | 27          | 1           | 3                     | 1                     | -                              | -                              | -                              | 30    | 2     |
| 2003-2004             | River Plate           | PD                    | 15          | 4           | -                     | -                     | CS+CL                          | 11                             | 3                              | 26    | 7     |
| 2004-2005             | River Plate           | PD                    | 25          | 6           | -                     | -                     | CS+CL                          | 10                             | 3                              | 35    | 9     |
| 2005-2006             | River Plate           | PD                    | 23          | 11          | -                     | -                     | CS+CL                          | 11                             | 3                              | 34    | 14    |
| 2006                  | River Plate           | PD                    | 14          | 4           | -                     | -                     | CS+CL                          | 1                              | 1                              | 15    | 5     |
| 2007                  | Paris Saint-Germain   | L1                    | 13          | 2           | 3                     | 0                     | C3                             | 3                              | 0                              | 19    | 2     |
| 2007                  | Paris Saint-Germain   | L1                    | 9           | 0           | 0                     | 0                     | C3                             | 3                              | 0                              | 12    | 0     |
| 2008                  | D.C. United           | MLS                   | 15          | 4           | 1                     | 0                     | CCC                            | 0                              | 0                              | 16    | 4     |
| 2009                  | River Plate           | PD                    | 10          | 3           | -                     | -                     | CS+CL                          | 4                              | 1                              | 14    | 4     |
| 2009-2010             | River Plate           | PD                    | 18          | 4           | -                     | -                     | CS                             | 1                              | 0                              | 19    | 4     |
| 2010-2011             | Nacional              | PD                    | 12+1        | 3           | -                     | -                     | CL                             | 2                              | 0                              | 15    | 3     |
| Total sur la carrière | Total sur la carrière | Total sur la carrière | 354         | 77          | 18                    | 5                     | -                              | 88                             | 22                             | 460   | 104   |

## Palmarès

### En tant que joueur
Club Atlético River Plate

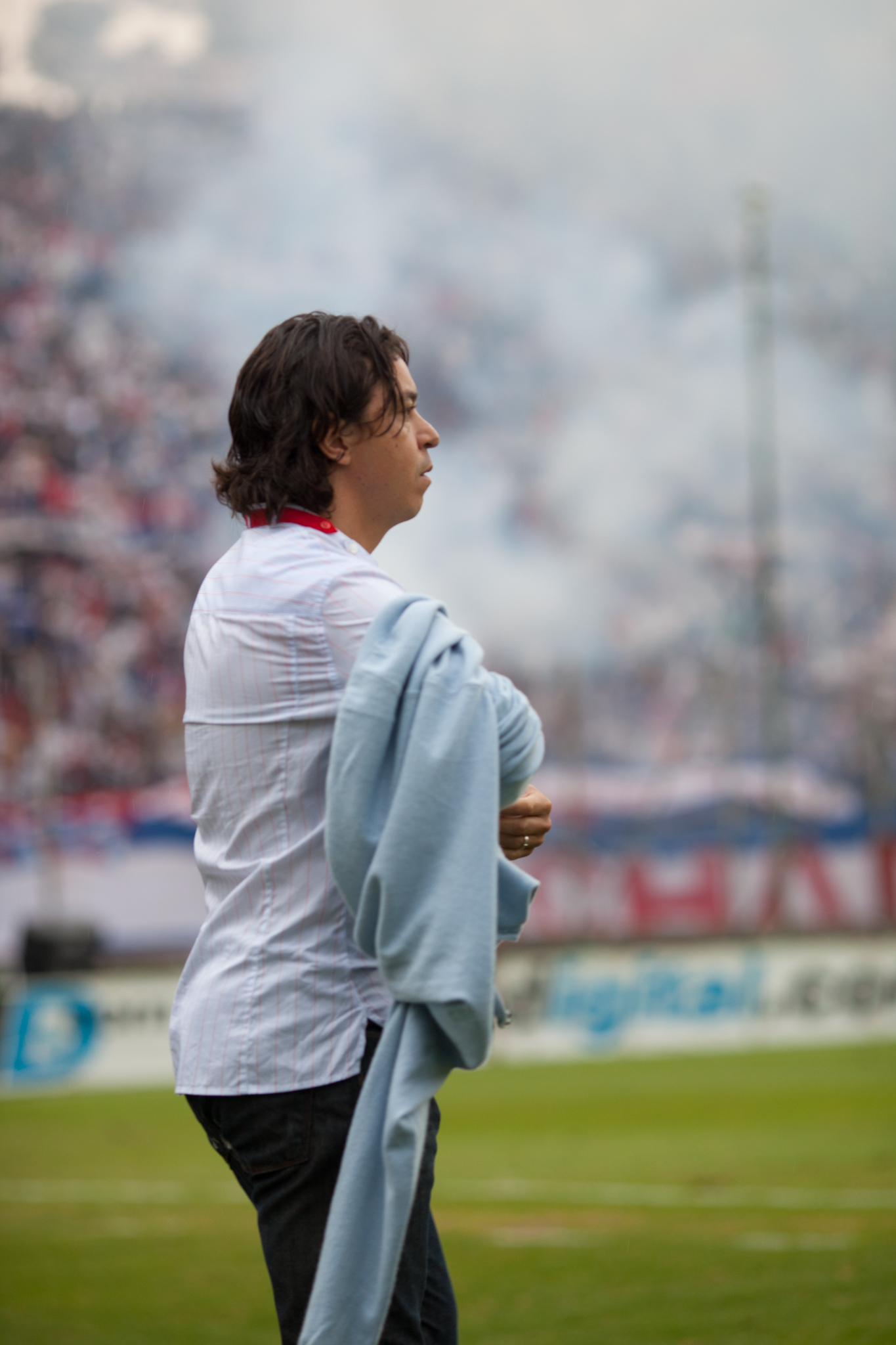
Marcelo Gallardo en 2012.

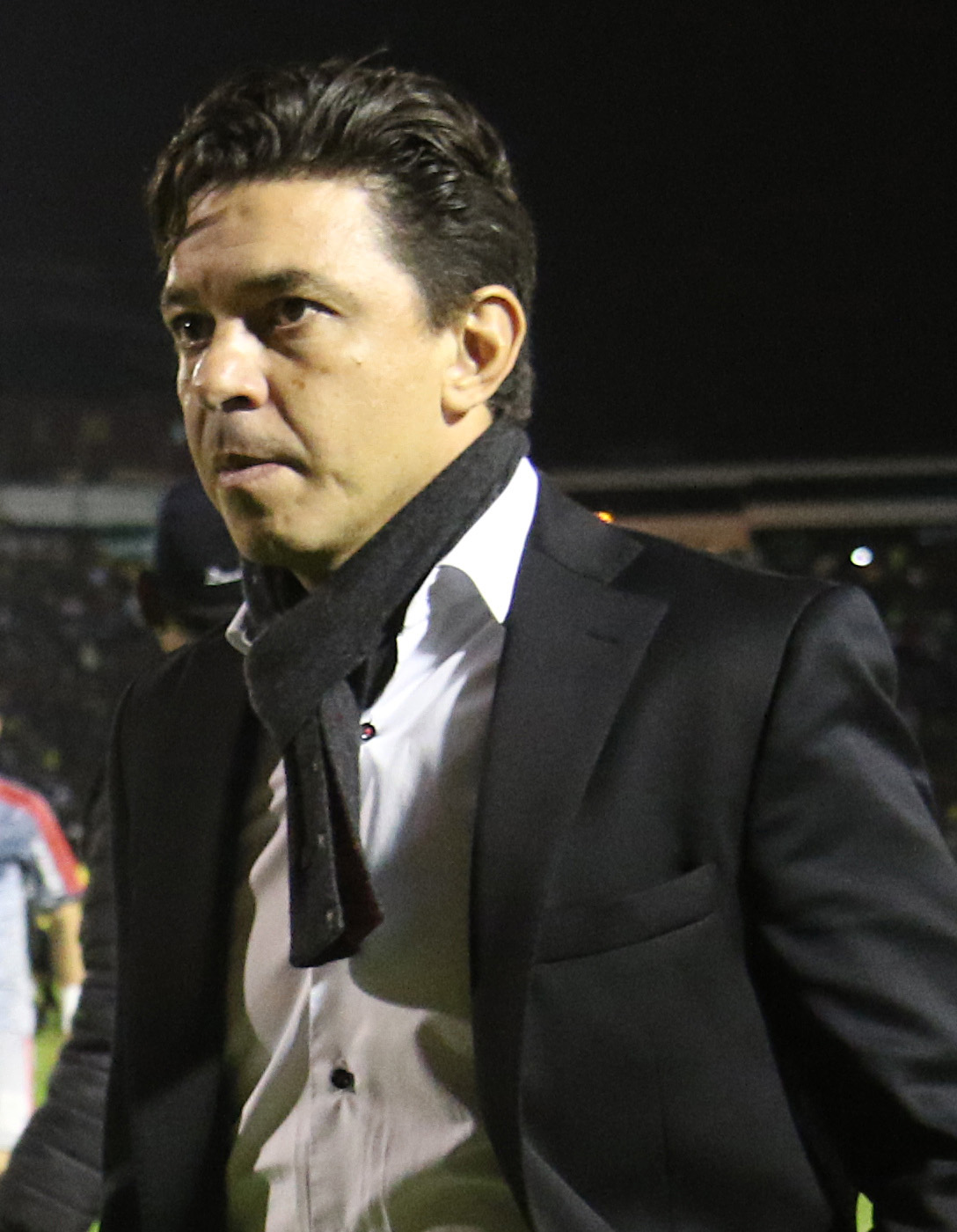
Marcelo Gallardo en 2016.

- Vainqueur de la Copa Libertadores en 1996
- Vainqueur de la Supercopa Sudamericana en 1997
- Champion d'Argentine :
  - Tournoi d'ouverture en 1993, 1994, 1996, 1997
  - Tournoi de clôture en 1997 et 2004

 AS Monaco FC
- Champion de France en 2000
- Vainqueur du Trophée des champions en 2000
- Vainqueur de la Coupe de la Ligue en 2003

 Paris Saint-Germain
- Vainqueur de la Coupe de la Ligue en 2008

 D.C. United
- Vainqueur de la Coupe des États-Unis en 2008

 Club Nacional de Football
- Champion d'Uruguay en 2011

 Argentine Olympique
- Médaille d'argent en 1996

 Argentine -23 ans
- Médaille d'or aux Jeux panaméricains en 1995

### En tant qu’entraîneur
Club Nacional de Football
- Champion d'Uruguay en 2012

 River Plate
- Champion d'Argentine en 2021
- Vainqueur de la Copa Libertadores en 2015 et 2018
- Vainqueur de la Copa Sudamericana en 2014
- Vainqueur de la Recopa Sudamericana en 2015, 2016 et 2019
- Vainqueur de la Copa Surugabank en 2015
- Vainqueur de la Coupe d'Argentine en 2016, 2017 et 2019
- Vainqueur de la Supercoupe d'Argentine en 2017 et 2019
- Vainqueur du Trofeo de Campeones de la Liga Profesional en 2021
- Finaliste de la Copa Libertadores en 2019
- Finaliste de la Coupe du monde des clubs de la FIFA en 2015

### Distinction personnelles

#### En tant que joueur
- Élu Etoile d'Or France Football pour la saison 1999-2000
- Trophée UNFP du meilleur joueur du Championnat de France pour la saison 1999-2000

#### En tant qu'entraîneur
- Entraîneur de l'année en Amérique du Sud en 2018, 2019, 2020
- Entraîneur de l'année de la Copa Libertadores en 2015, 2018
- Entraîneur de l'année de la Copa Sudamericana en 2014
- Entraîneur de l'année de la Recopa Sudamericana en 2015, 2016, 2019